# Тикунов, Владимир Сергеевич
Владимир Сергеевич Тикунов (род. 1949) — российский ученый-картограф, заслуженный профессор Московского государственного университета имени М. В. Ломоносова, заведующий лабораторией комплексного картографирования и заведующий региональным центром мировой системы данных географического факультета МГУ имени М. В. Ломоносова. Доктор географических наук, профессор.
Лауреат Премии Правительства Российской Федерации в области науки и техники (2004, 2024).

## Биография
Владимир Сергеевич Тикунов родился 30 января 1949 в г. Брянске.

### Образование и ученые степени
В 1966 г. поступил на географический факультет МГУ, который с отличием окончил в 1971 г. и сразу же поступил в аспирантуру.
В 1974 г. защитил кандидатскую диссертацию на тему «Разработка методов автоматического составления некоторых типов социально-экономических карт», а в 1984 г. докторскую диссертацию — «Моделирование тематического содержания карт (на примере социально-экономических карт)».
Ученое звание доцента присвоено в 1981 году. Звание профессора присвоено в 1992 году.

### Научная деятельность
Начиная с 1996 г. был членом, председателем комиссии, председателем рабочей группы, вице-президентом Международной картографической ассоциации, объединяющей деятельность в области картографии и геоинформатики более 80 стран мира.
С 1995 года — заведующий лабораторией комплексного картографирования географического факультета МГУ имени М. В. Ломоносова.
С 2011 года — заведующий региональным центром мировой системы данных географического факультета МГУ имени М. В. Ломоносова.
С 2018 года — главный научный сотрудник научного геоинформационно-картографического центра Севастопольского государственного университета.
В 2019 и 2022 гг. — кандидат в члены-корреспонденты РАН по специальности «Геоинформатика» (Отделение наук о Земле РАН).
В течение 16 лет, начиная с 1991 г. по 2003 г. и с 2008 по 2012 г. был членом Комиссии по географическим информационным наукам Международного географического союза. Действительный член Российской Академии естественных наук (отделение информатики и кибернетики) и Международной Академии наук Евразии. Руководил рядом российских (РФФИ, РГНФ, Университеты России — фундаментальные исследования, программа «Интеграция») и международных (Фонд Макартуров, INTAS, RSS, NWO) проектов. Многие разработки нашли практическое применение при создании серий тематических карт и атласов — Национального атласа России (главный редактор 3 тома), Экологического атласа России, Атласа Ханты-Мансийского автономного округа — Югры и др.
В МГУ разработал и читает несколько курсов для студентов, обучающихся по специальностям «География» и «Картография» — математико-картографическое моделирование (с 1975 г по настоящее время), физико-математические основы автоматизации в картографии (1984—1987гг), геоинформатика (с 1989 по настоящее время), геоинформатика и моделирование (с 1997 по настоящее время), геоинформатика для устойчивого развития (с 2013 по настоящее время). Также читал лекции по картографии (1987—1994 гг) и Устойчивому развитию (отдельные лекции). В 2005 г. получил грант Правительства Москвы «Профессор — 2005».
Член редколлегий журналов «Вестник МГУ, сер. география», «Геодезия и картография», «Проблемы региональной экологии», «Кавказский географический журнал», Известия Иркутского государственного университета, сер. Науки о Земле, «Наука. Инновации. Технологии», «Geography. Environment. Sustainability», «Geographical Systems. The International Journal of Geographical Information, Analysis, Theory and Decision» (1993—2003), «GeoInformatica. An International Journal on Advances of Computer Science for Geographic Information Systems», «ISPRS International Journal of Geo-Information», «Micro, Macro & Mezzo Geo Information», «International Journal of Digital Earth», Новая Российская энциклопедия, советник журнала «Geographic Information Sciences» (Hong Kong).
Читал лекции в отечественных (Иркутск, Ярославль, Пенза) и в зарубежных университетах: в Брно (Чехословакия), университетах штатов Нью-Йорк и Калифорния (США), в Университете Йоханнесбурга (ЮАР), в Вагенингене и Энсхеде (Нидерланды), Кембридже (Великобритания), Сантьяго (Чили), Гаване (Куба), Гуанжоу и Урумчи (Китай), Севастополе (Украина), Рейкьявике (Исландия), Женеве (Швейцария), Астане (Казахстан) и Берлине (Германия). С 2003 г. организовал и проводил летние школы по современным проблемам геоинформатики на Украине, в Турции и четырежды в Китае. Избран членом научного совета Института информационных наук о Земле и Космосе Китайского университета Гонконга.
Опубликовал более 500 работ, в том числе 19 монографий, учебников и учебных пособий в 28 странах мира на 14 языках. В 1977−78 гг. прошел десятимесячную научную стажировку в Англии. Для научной работы выезжал также в США (1987 г.), Нидерланды (1991 г.) и Англию (1993, 1999 гг.). Многократно участвовал в научных конференциях в России и за рубежом. Организовал проведение, начиная с 1994 г., ежегодных международных конференций ИнтерКарто-ИнтерГИС «Устойчивое развитие территорий: теория ГИС и практический опыт», проходящих частично в России, частично за рубежом.

### Научная сфера
Геоинформатика. Создание геоинформационных систем на федеральном и региональном уровне. В последние годы основное внимание уделялось созданию комплексных атласных информационных систем, разработанных и созданных в Лаборатории комплексного картографирования МГУ (зав. лаб. В. С. Тикунов) совместно с целым рядом организаций страны (Экологический атлас Мурманской области, Экологический атлас России, атласная информационная система «Устойчивое развитие России»). В качестве эксперта работал по проекту Информационное обеспечение биоразнообразия Байкальского региона (1999 г), а также по проектам РФФИ, РГНФ, Интас, Фонда МакАртуров, RSS, Нидерландского научного общества.

### Награды и заслуги
В 1999 г. получил премию им. Д. Н. Анучина за работы по математико-картографическому моделированию. Лауреат Премии Правительства Российской Федерации в области науки и техники (2004) за разработку экологических и природноресурсных атласов России. Награждён премией Правительства Синьцзян-Уйгурского автономного района за вклад в социально-экономическое развитие района (2008).
Заслуженный профессор Московского университета (2013).
В 2024 году присуждена Премия Правительства Российской Федерации в области науки и техники в составе коллектива за создание атласа "Байкальский регион: общество и природа" .